# Cesarzewicz (Rosja)
Cesarzewicz (ros. Цесаревич) – termin określający następcę tronu Rosji, a także część jego oficjalnej tytulatury (dokładnie: Jego Imperatorska Wysokość Następca Cesarzewicz i Wielki Książę) od 1797 roku. Jego żeńskim odpowiednikiem jest cesarzówna.
Po przyjęciu przez Piotra Wielkiego tytułu cesarskiego zamieniono tytuł carewicza na cesarzewicza jednak bez zmiany stojącej za nim treści. Do porządku prawnego tytuł ten wprowadzony został Prawem o następstwie tronu przez Pawła I w 1797 roku.
Najważniejszą różnicą wspomnianego wyżej właściwego znaczenia tytułu w stosunku do znaczenia w potocznym rozumieniu był fakt, że cesarzewiczem Rosji od 1797 roku miał być wyłącznie następca tronu, a nie każdy syn cesarza. Już dwa lata później prawo to zostało złamane, kiedy w drodze wyjątku tytuł ten przyznano Konstantemu Pawłowiczowi.

## Cesarzewicze
W historii Rosji tytuł cesarzewicza prawnie nosiło 9 potomków rodu Holstein-Gottorp, wszyscy zgodnie z Prawem o następstwie tronu:
- Aleksander Pawłowicz w latach 1797–1801, wstąpił na tron,
- Konstanty Pawłowicz Romanow w latach 1799–1831 (wprawdzie w 1823 roku złożył rezygnację z praw, ale zignorowaną przez rodzinę panującą)[potrzebny przypis], w 1825 roku odmówił przyjęcia tronu
- Aleksander Mikołajewicz w latach 1825–1855, wstąpił na tron,
- Mikołaj Aleksandrowicz w latach 1855–1865, zmarł nie objąwszy tronu,
- Aleksander Aleksandrowicz w latach 1865–1881, wstąpił na tron,
- Mikołaj Aleksandrowicz w latach 1881–1894, wstąpił na tron,
- Jerzy Aleksandrowicz w latach 1894–1899, zmarł nie objąwszy tronu,
- Michał Aleksandrowicz w latach 1899–1904, utracił prawa wskutek narodzin Aleksego Mikołajewicza,
- Aleksy Mikołajewicz w latach 1904–1917, w jego imieniu abdykował jego ojciec – cesarz Mikołaj II.

## Dom Romanowów na emigracji
Na emigracji po tytuł cesarzewicza sięgnęły trzy osoby:
- Włodzimierz Kiryłowicz w latach 1924–1938. Przybrał tytuł cesarzewicza w 1924 roku po tym jak jego ojciec Cyryl Władymirowicz ogłosił się wówczas cesarzem. Większość członków domu Romanowów uznało jego krok. Po śmierci ojca w 1938 roku zrezygnował z tytułu cesarzewicza przybierając tytuł Głowy Cesarskiego Domu Romanowów. Oczywiście nie wstąpił na tron z powodu sytuacji politycznej, ale również nie ogłosił się cesarzem do końca życia.
- Maria Władimirowna w latach 1969–1992. Ogłoszona została cesarzówną przez ojca, część rodziny i kół monarchistów odmawia uznania tego kroku.
- Jerzy Michajłowicz od 1998 roku. Ogłoszony został cesarzewiczem przez matkę, przez co część rodziny i kół monarchistów neguje jego prawa.